# Enfield
|  | Per a altres significats, vegeu «Enfield (desambiguació)». |

Enfield és un districte de Londres, Regne Unit,

## Barris
El districte d'Enfield està compost pels següents barris.
| - Arnos Grove - Botany Bay - Bowes Park - Brimsdown - Bulls Cross - Bush Hill Park - Clay Hill - Cockfosters - Crews Hill - Edmonton | - Enfield Chase - Enfield Highway - Enfield Island Village - Enfield Lock - Enfield Town - Enfield Wash - Forty Hill - Freezywater - Grange Park - Hadley Wood | - Lower Edmonton - New Southgate - Oakwood - Palmers Green - Picketts Lock - Ponders End - Southgate - Upper Edmonton - Winchmore Hill - World's End |

## Personatges il·lustres
- William Smith (1813-1893), lexicògraf.
- John Ernest Hollingsworth (1916-1963), director d'orquestra.
- Caroline Flack (1979-2020), presentadora de televisió.